# Maruja Clavier
María Auxiliadora Clavier (Estado Anzoátegui, Venezuela, 1934 - 2015), conocida como Maruja Clavier, fue una destacada médico nuclear venezolana. Fundó el Capítulo Oriente de la Sociedad Venezolana de Oncología, siendo su primera presidenta.

## Biografía
Maruja Clavier cursó parte de su bachillerato en el Colegio Nuestra Señora de La Consolación en Barcelona, Venezuela y lo culminó en Goshen, Nueva York, Estados Unidos. Al regresar a Venezuela, revalidó su título en el Liceo Fermín Toro. Posteriormente ingresaría a la Escuela de Medicina de la Universidad de Los Andes, para luego transferirse a la Escuela de Medicina de la Universidad Central de Venezuela en la que se gradúa como médico en 1960. 
Inicia su interés por la radioterapia al realizar una traducción del libro Física de Radiaciones de Edith Quimby, una de las fundadoras de la medicina nuclear. No tarda en graduarse en la primera promoción de radio-oncólogos de Venezuela en 1963. Al año siguiente, en la ciudad anzoatiguense de Barcelona, funda el Capítulo Oriente de la Sociedad Venezolana de Oncología. Así mismo, creó la Unidad Oncológica Dr. Raúl Vera Vera, una de las primeras en dar atención integral a los pacientes oncológicos.
Tuvo cinco hijos, dos de los cuales forman parte de la nueva generación de médicos oncólogos venezolanos: Eduardo y Antonio Benavides.

## Sociedades
- Sociedad Venezolana de Oncología, Presidenta del Capítulo de Oriente, 1964.
- Sociedad Venezolana de Mastología, Miembro del Comité Electoral 2003-2005.[4]